# Temple de la renommée du hockey russe
Pour les articles homonymes, voir Temple de la renommée.
Le Temple de la renommée du hockey russe est instauré en 2014 à l'occasion des Jeux olympiques d'hiver organisés à Sotchi en Russie. Le musée associé avec le temple se situera dans un complex sportif en construction à Moscou. Le temple russe est fondé sur le même principe que d'autres temples de la renommée tel que le Temple de la renommée du hockey situé au Canada : pour honorer les joueurs, entraîneurs, arbitres et bâtisseurs ayant marqué l'histoire du hockey sur glace en Russie.

## Listes des membres
| Année | Nom                     |
| ----- | ----------------------- |
| 2014  | Boris Aleksandrov       |
| 2014  | Veniamin Aleksandrov    |
| 2014  | Aleksandr Almetov       |
| 2014  | Vladimir Alfer (en)     |
| 2014  | Sergueï Babinov         |
| 2014  | Ievgueni Babitch        |
| 2014  | Sergueï Baoutine        |
| 2014  | Oleg Belakovski (en)    |
| 2014  | Valeri Belooussov       |
| 2014  | Ievgueni Belocheïkine   |
| 2014  | Zinetoula Bilialetdinov |
| 2014  | Viktor Blinov           |
| 2014  | Iouri Blinov            |
| 2014  | Vsevolod Bobrov         |
| 2014  | Igor Boldine            |
| 2014  | Nikolaï Borchtchevski   |
| 2014  | Pavel Boure             |
| 2014  | Viatcheslav Boutsaïev   |
| 2014  | Viatcheslav Bykov       |
| 2014  | Vladimir Bystrov (en)   |
| 2014  | Mikhaïl Bytchkov        |
| 2014  | Ilia Biakine            |
| 2014  | Valeri Vassiliev        |
| 2014  | Mikhaïl Vassiliev       |
| 2014  | Vladimir Vikoulov       |
| 2014  | Aleksandr Vinogradov    |
| 2014  | Leonid Volkov           |
| 2014  | Aleksandr Guerassimov   |
| 2014  | Alekseï Gourychev       |
| 2014  | Alekseï Goussarov       |
| 2014  | Aleksandr Goussev       |
| 2014  | Ievgueni Davydov        |
| 2014  | Vitali Davydov          |
| 2014  | Igor Dmitriev           |
| 2014  | Nikolaï Drozdetski      |
| 2014  | Vladimir Yegorov        |
| 2014  | Alekseï Jamnov          |
| 2014  | Pavel Jibourtovitch     |
| 2014  | Alekseï Jitnik          |
| 2014  | Viktor Jlouktov         |
| 2014  | Boris Zaïtsev           |
| 2014  | Oleg Zaïtsev            |
| 2014  | Sergueï Zakhvatov (en)  |
| 2014  | Ievgueni Zimine         |
| 2014  | Viktor Zinger           |
| 2014  | Sergueï Zoubov          |
| 2014  | Edouard Ivanov          |
| 2014  | Anatoli Ionov           |
| 2014  | Valeri Kamenski         |
| 2014  | Sergueï Kapoustine      |
| 2014  | Iouri Karandine         |
| 2014  | Nikolaï Karpov          |
| 2014  | Alekseï Kassatonov      |
| 2014  | Darious Kasparaïtis     |
| 2014  | Alekseï Kovaliov        |
| 2014  | Andreï Kovalenko        |
| 2014  | Vladimir Kovine         |
| 2014  | Aleksandr Kojevnikov    |
| 2014  | Aleksandr Komarov       |
| 2014  | Viktor Konovalenko      |
| 2014  | Iouri Koroliov (en)     |
| 2014  | Anatoli Kostryukov (en) |
| 2014  | Igor Kravtchouk         |
| 2014  | Vladimir Kroutov        |
| 2014  | Iouri Krylov            |
| 2014  | Valentin Kouzine        |
| 2014  | Viktor Kouzkine         |
| 2014  | Boris Koulaguine        |
| 2014  | Alfred Koutchevski      |
| 2014  | Igor Larionov           |
| 2014  | Konstantin Loktev       |
| 2014  | Andreï Lomakine         |
| 2014  | Vladimir Louttchenko    |
| 2014  | Iouri Liapkine          |
| 2014  | Boris Maïorov           |
| 2014  | Ievgueni Maïorov        |
| 2014  | Sergueï Makarov         |
| 2014  | Vladimir Malakhov       |
| 2014  | Aleksandr Maltsev       |
| 2014  | Dmitri Mironov          |
| 2014  | Boris Mikhaïlov         |
| 2014  | Sergueï Mikhalyov (en)  |
| 2014  | Ievgueni Michakov       |
| 2014  | Grigori Mkrtytchan      |
| 2014  | Aleksandr Moguilny      |
| 2014  | Iouri Moïsseïev         |
| 2014  | Sergueï Mylnikov        |
| 2014  | Vladimir Mychkine       |
| 2014  | Viktor Nikiforov        |
| 2014  | Valentin Nikultsev (en) |
| 2014  | Nikolaï Ozerov          |
| 2014  | Iouri Pantioukhov       |
| 2014  | Aleksandr Pachkov       |
| 2014  | Vassili Pervoukhine     |
| 2014  | Sergueï Petrenko        |
| 2014  | Vladimir Petrov         |
| 2014  | Stanislav Petoukhov     |
| 2014  | Viktor Poloupanov       |
| 2014  | Vitali Prokhorov        |
| 2014  | Nikolaï Poutchkov       |
| 2014  | Aleksandr Ragouline     |
| 2014  | Igor Romichevski        |
| 2014  | Vitālijs Samoilovs      |
| 2014  | Sergueï Svetlov         |
| 2014  | Anatoli Segline (en)    |
| 2014  | Anatoli Semionov        |
| 2014  | Aleksandr Sidelnikov    |
| 2014  | Guenrikh Sidorenkov     |
| 2014  | Vadim Siniavski (en)    |
| 2014  | Aleksandr Skvortsov     |
| 2014  | Nikolaï Sologoubov      |
| 2014  | Sergueï Starikov        |
| 2014  | Andreï Starovoïtov      |
| 2014  | Viatcheslav Starchinov  |
| 2014  | Igor Stelnov            |
| 2014  | Valentin Sych (en)      |
| 2014  | Anatoli Tarassov        |
| 2014  | Viktor Tikhonov         |
| 2014  | Ivan Tregoubov          |
| 2014  | Vladislav Tretiak       |
| 2014  | Andreï Trefilov         |
| 2014  | Igor Tuzik (en)         |
| 2014  | Viktor Tioumenev        |
| 2014  | Aleksandr Ouvarov       |
| 2014  | Dmitri Oukolov          |
| 2014  | Viatcheslav Fetissov    |
| 2014  | Anatoli Firsov          |
| 2014  | Nikolaï Khabibouline    |
| 2014  | Valeri Kharlamov        |
| 2014  | Nikolaï Khlystov        |
| 2014  | Iouri Khmyliov          |
| 2014  | Andreï Khomoutov        |
| 2014  | Guennadi Tsygankov      |
| 2014  | Aleksandr Tchiornykh    |
| 2014  | Arkadi Tchernychiov     |
| 2014  | Vladimir Chadrine       |
| 2014  | Viktor Chalimov         |
| 2014  | Sergueï Chepelev        |
| 2014  | Mikhaïl Chtalenkov      |
| 2014  | Viktor Chouvalov        |
| 2014  | Nikolaï Epchteïn        |
| 2014  | Vladimir Iourzinov      |
| 2014  | Dmitri Iouchkevitch     |
| 2014  | Aleksandr Iakouchev     |
| 2014  | Viktor Iakouchev        |
| 2014  | Sergueï Iachine         |